# قسم الحقوق المدنية في ميشيغان
قسم الحقوق المدنية في ميشيغان هو قسم لولاية ميشيغان أُنشئ في عام 1965 بهدف دعم عمل لجنة الحقوق المدنية لدستور ميشيغان في عام 1963. توجه اللجنة عمل القسم وتتضمن ثمانية أعضاء، حيث أن أغستين الخامس أربولو هو المدير التنفيذي للقسم.
يحقق قسم الحقوق المدنية في شكاوى التمييز في المعاملة ويعمل على حلها من خلال البرامج التعليمية التي تعزز الامتثال طواعيةً لقوانين الحقوق المدنية.

## لمحة تاريخية
وافقت ميشيغان في عام 1963 على دستور جديد يتضمن إنشاء لجنة الحقوق المدنية لولاية ميشيغان، وتشكل في عام 1965 قسم رئيسي لدعم عمل هذه اللجنة.
نُقلت لجنة عمل المرأة في ميشيغان إلى قسم من دائرة الإدارة والميزانية في ميشيغان بموجب أمر تنفيذي من الحاكم في عام 1991.
ضم القسم أيضاً في عام 1988، لجنة الشؤون الهندية ولجنة شؤون التحدث باللغة الإسبانية.
نُقل الحاكم ريك سنايدر من قسم الطاقة والعمل والنمو الاقتصادي إلى القسم المعني بشؤون ذوي الإعاقة وقسم الصم وضعاف السمع ولجنة الشؤون الأمريكية في آسيا والمحيط الهادئ واللجنة الإسبانية اللاتينية في أبريل من عام 2011. نُقلت اللجنة الإسبانية اللاتينية (المعروفة سابقاً باسم لجنة شؤون التحدث باللغة الإسبانية)، ولجنة الشؤون الأمريكية في آسيا والمحيط الهادئ إلى قسم التراخيص والشؤون التنظيمية بموجب أمر تنفيذي في عام 2016.
قدم قسم الحقوق المدنية في فبراير من عام 2013 شكاوى إلى وزارة التعليم الأمريكية ضد 35 مقاطعة عليا في ميشيغان تستخدم «التميمة الهندية الأمريكية والألقاب والأسماء والشعارات والتراتيل أو الصور». رفضت وزارة التعليم هذه القضية باستخدام معيار «البيئة العدائية» الذي أُنشئ سابقاً.
أصدر قسم الحقوق المدنية في ميشيغان عدداً من المستندات ووثائق السياسات على مر السنين، وأُنجز سلسلة من التقارير حول المهاجرين والمزارعين الموسميين ابتداءً من عام 2006 وحتى عام 2017. أصدر القسم في يناير من عام 2013، تقريراً يتناول شمولية قانون ميشيغان لمجتمع الميم لتعمل اللجنة على مراجعته.
حجب القسم حساب رئيس أمريكا على تويتر في عام 2014، فاستخدم الرئيس أوباما حسابه الشخصي على تويتر.
حدثت «ضجة» بعد تصويت لجنة الحقوق المدنية المشرفة على القسم بالإجماع على تقديم مكافأة قدرها 24,740 دولاراً لمدير القسم التنفيذي أغستين أربولو خلال اجتماع سري انتهك قانون اجتماعات ميشيغان المفتوحة. وافقت اللجنة في نهاية الأمر على «إعادة التصويت على المكافأة» في جلسة مفتوحة، إلا أن أربولو رفض المكافأة.
عُينت إيرا كومبس في لجنة الحقوق المدنية في عام 2018، وقد وصفها راديو ميشيغان بأنها واحدة من أبرز الناشطين المناهضين لمجتمع الميم، وقوبل هذا التعيين بقلق حزبي.

## لجان القسم

### لجنة شؤون المرأة في ميشيغان
أُنشئت لجنة المرأة في ميشيغان بموجب قانون عام 1968، الذي يهدف لتحسين حياة المرأة في ميشيغان. تتكون هذه اللجنة من 15 عضواً يمثلون العديد من المجالات التي تهم المرأة. يُعين الحاكم أعضاء اللجنة استناداً إلى مشورة وموافقة مجلس الشيوخ لمدة ثلاث سنوات، كما يعين رئيساً ونائباً من الأعضاء أنفسهم. تُعقد الاجتماعات بشكل فصلي كل ثلاثة أشهر، ويتغير مكان الاجتماع بشكل دوري ليشمل جميع أنحاء الولاية.